# Odontophorus (chi chim)
Odontophorus là một chi chim trong họ Odontophoridae.

## Các loài
- Odontophorus atrifrons
- Odontophorus balliviani
- Odontophorus capueira
- Odontophorus columbianus
- Odontophorus dialeucos
- Odontophorus erythrops
- Odontophorus gujanensis
- Odontophorus guttatus
- Odontophorus hyperythrus
- Odontophorus leucolaemus
- Odontophorus melanotis
- Odontophorus melanonotus
- Odontophorus speciosus
- Odontophorus stellatus
- Odontophorus strophium